# Sergei Wladimirowitsch Kostarew
Sergei Wladimirowitsch Kostarew (russisch Серге́й Влади́мирович Ко́старев; * 25. März 1966) ist ein ehemaliger sowjetischer Degenfechter.

## Erfolge
Sergei Kostarew wurde 1991 in Budapest mit der Mannschaft Weltmeister, in der Einzelkonkurrenz gewann er die Bronzemedaille. Bei den Olympischen Spielen 1992 in Barcelona gehörte er zur Delegation des Vereinten Teams, mit dessen Mannschaft er das Halbfinale erreichte. Dort unterlag die Equipe des Vereinten Teams Deutschland mit 7:8. Das anschließende Gefecht um Rang drei wurde gegen Frankreich nach 8:8-Unentschieden aufgrund der besseren Trefferbilanz gewonnen, sodass Kostarew gemeinsam mit Pawel Kolobkow, Serhij Krawtschuk, Andrei Schuwalow und Waleri Sacharewitsch die Bronzemedaille erhielt.